# Église Saint-Antoine-de-Padoue de Sarajevo
Pour les articles homonymes, voir Église Saint-Antoine-de-Padoue.
L'église Saint-Antoine-de-Padoue (en croate : Crkva svetog Antuna Padovanskog) est située en Bosnie-Herzégovine, sur le territoire de la Ville de Sarajevo. Elle a été construite entre 1912 et 1914 et est inscrite sur la liste des monuments nationaux de Bosnie-Herzégovine.

## Localisation
L'église est située, rive gauche, dans le quartier de Bistrik, au sud de la vieille ville ottomane, légèrement à l'est de Meydan et de la Grande Rue de Bistrik.

## Préambule
La première église chrétienne catholique depuis 1697 est établie à cet emplacement en 1853, dédiée à la Vierge Marie. Eugénie de Montijo, épouse de l'empereur des Français Napoléon III, y assiste à un office, en 1864. L'église est détruite par l'incendie de Sarajevo de 1879, juste après la prise de pouvoir par la monarchie austro-hongroise. Elle est remplacée dès 1881 par un nouvel édifice, modeste, en bois et adobe, mais après transfert de propriété le bâtiment sert de résidence à l'archiprêtre, jusqu'à la consécration de la cathédrale en 1889. Le bâtiment est à nouveau propriété franciscaine, mais vite suffisamment endommagé pour être fermé en 1906, et détruit en 1912.

## Historique
Un nouvel édifice est construit à partir de 1912, de style néogothique, sous la direction de l'architecte Josip Vancaš (en), mais pas inauguré avant juin 1914.
La riche décoration intérieure actuelle date des années 1960, avec les œuvres sculptées de Frano Kršinić, Iva Despić-Simonović et peintes de Gabrijel Jurkić, Đuro Seder, Ivan Meštrović, Edo Murtić, Nada Pivac, Oton Gliha, entre autres. Le cloître adjacent, de 1894, abrite la majeure partie des archives franciscaines provinciales.
L'église a, lors du siège de 1992-1996, relativement subi peu de dégâts, concernant la façade et les vitraux. L'ensemble a été restauré en 2006.

## Galerie

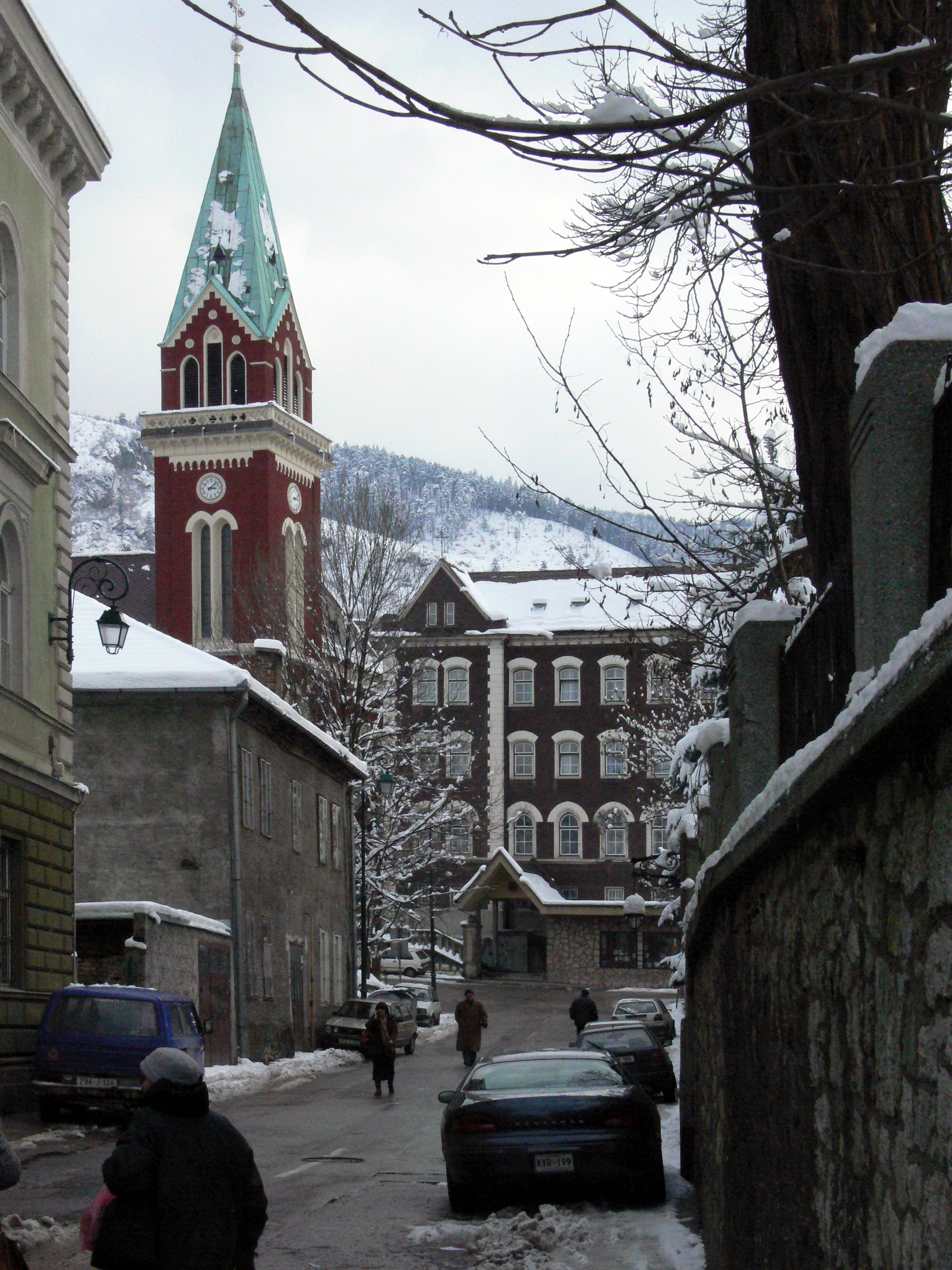
L'église dans son contexte
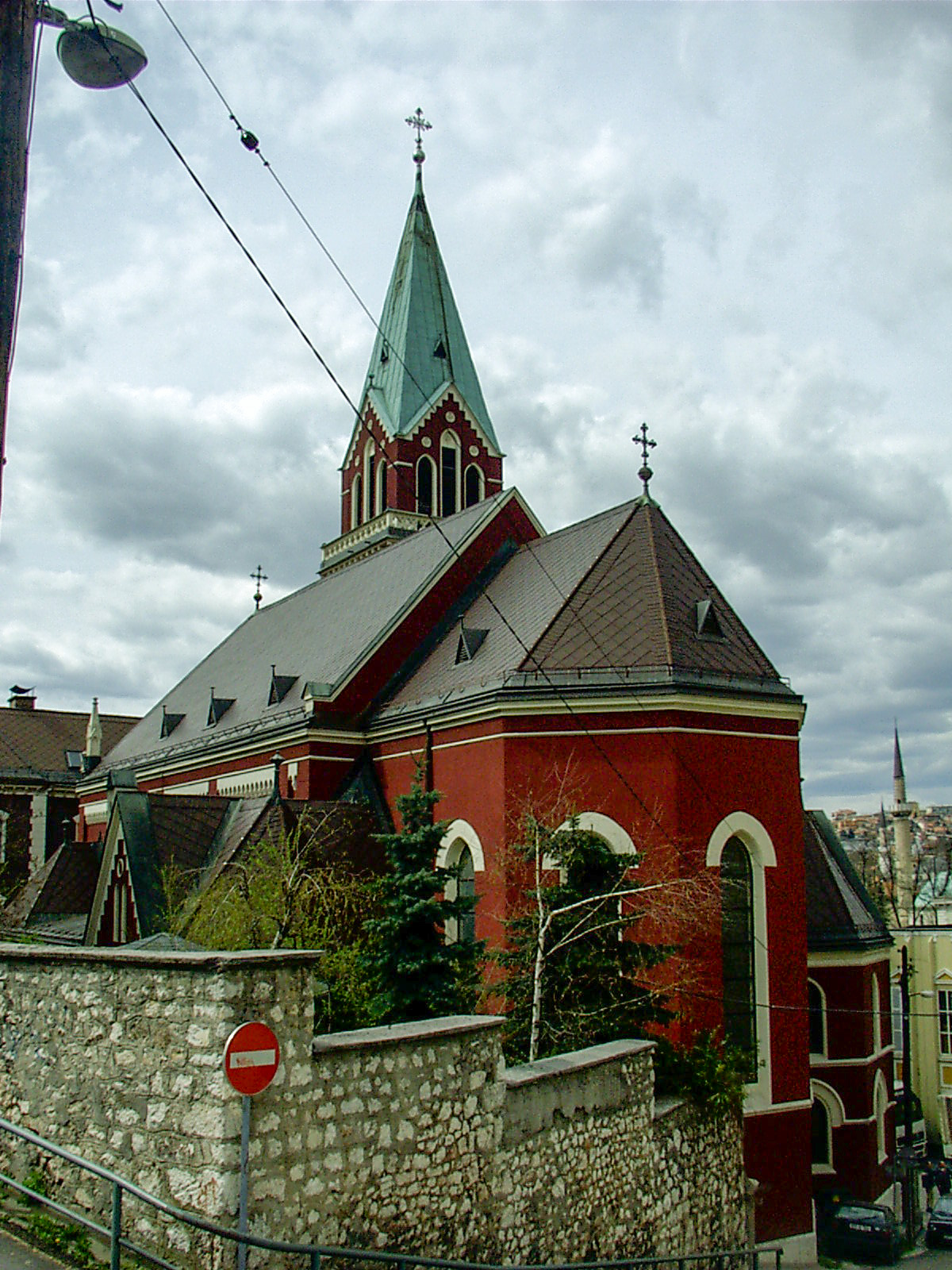
L'église vu du nord-ouest
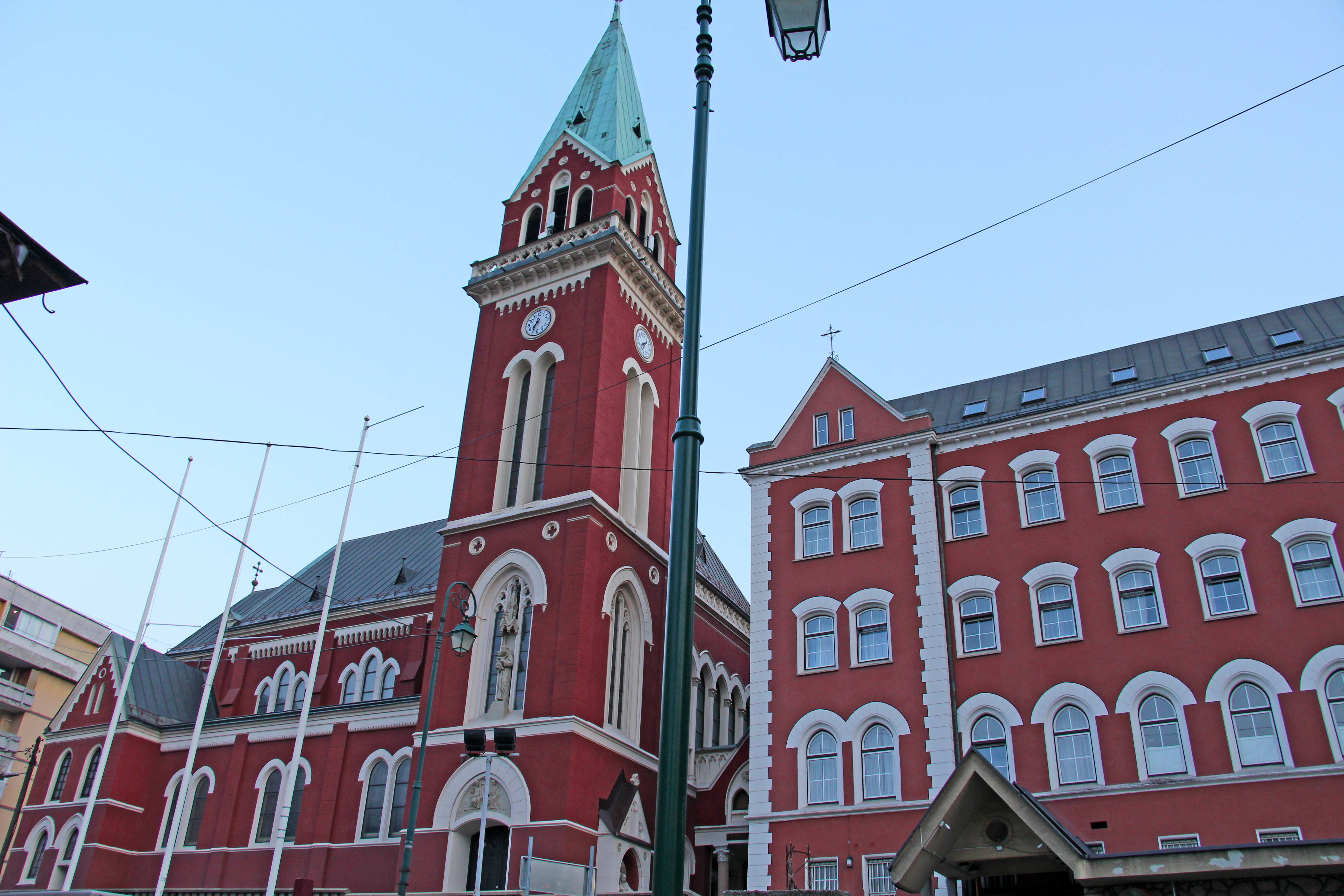
L'église (à gauche) et le monastère (à droite)
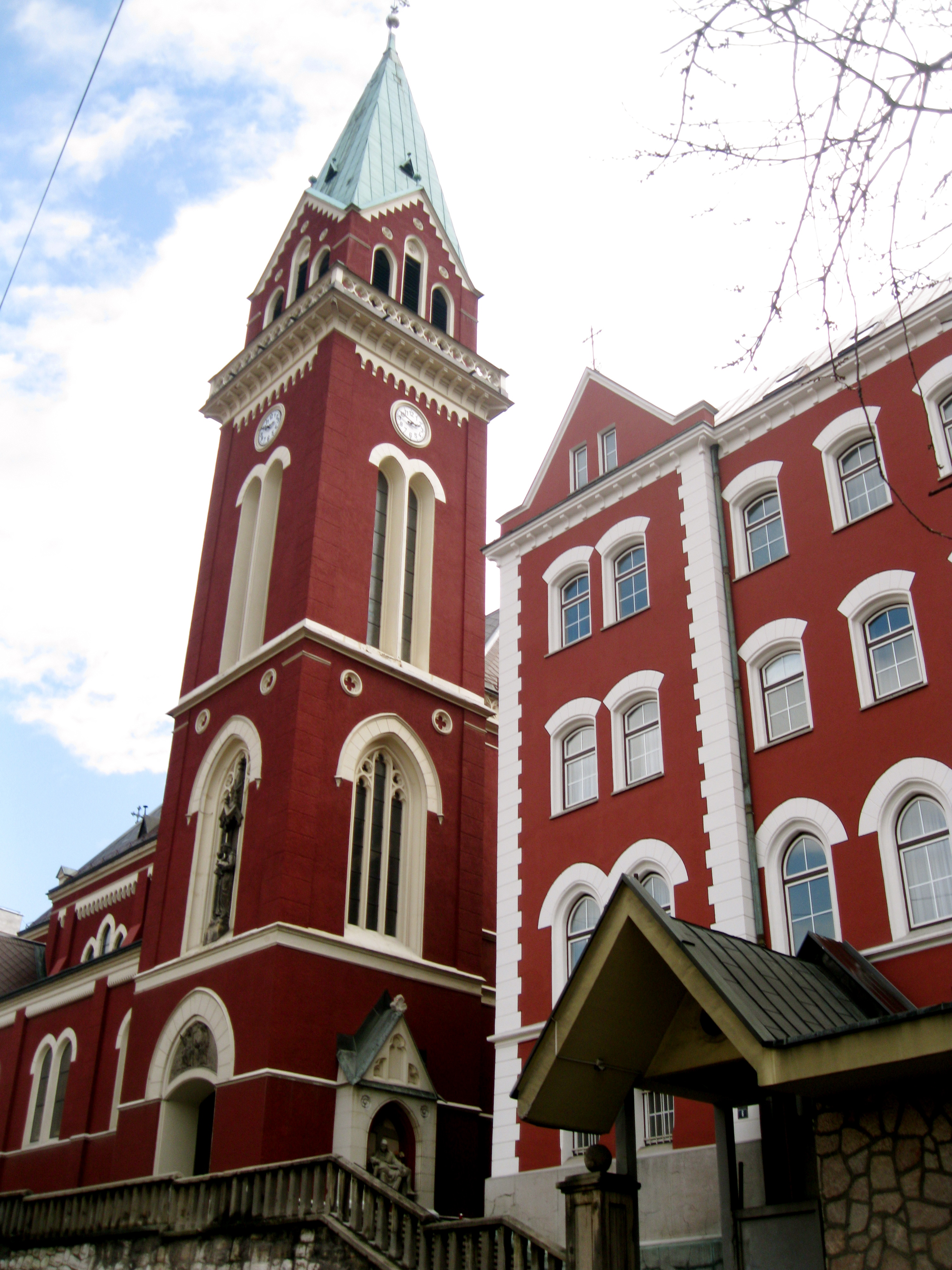
La tour de l'église
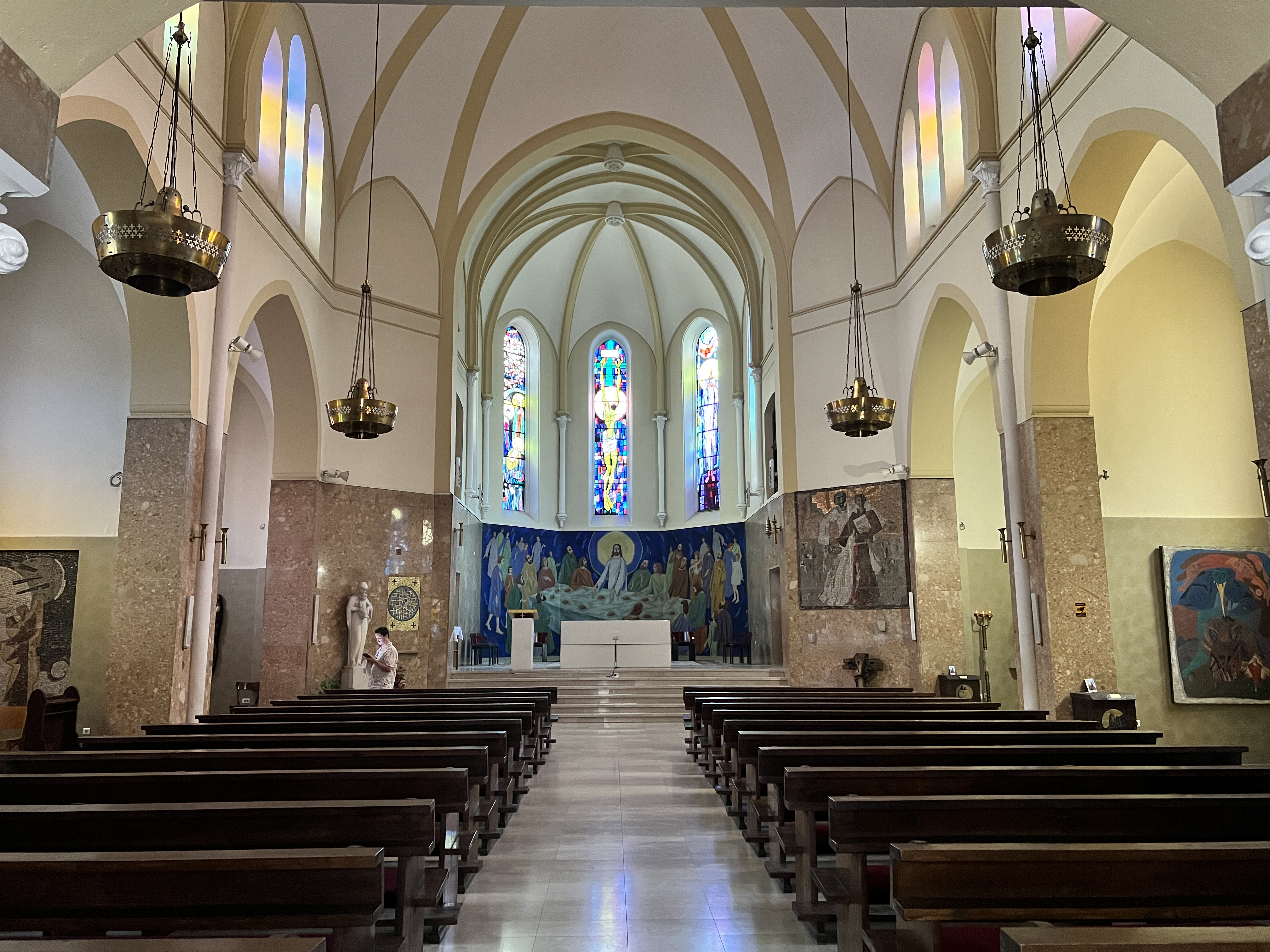
L'intérieur de l'église
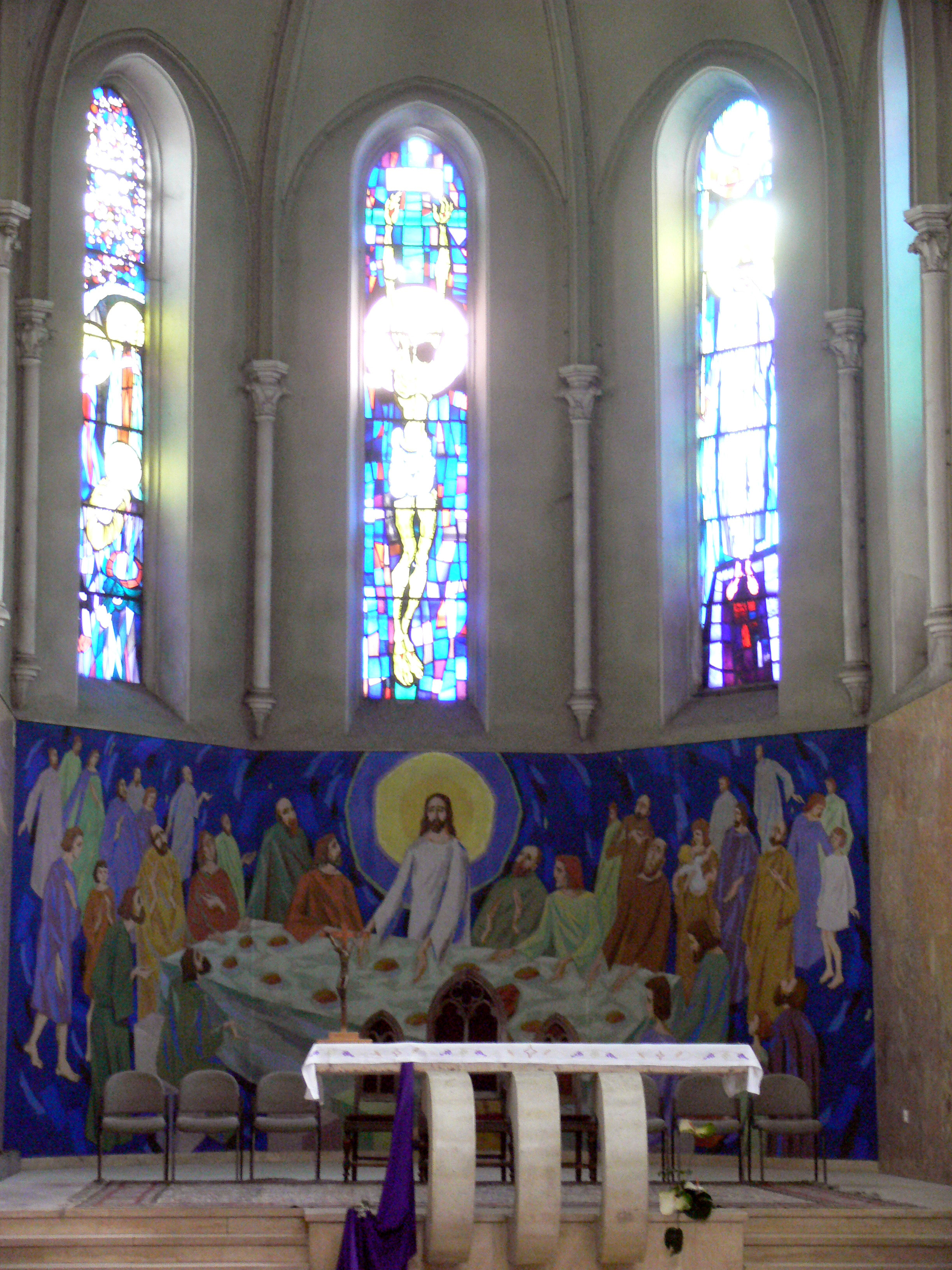
L'autel
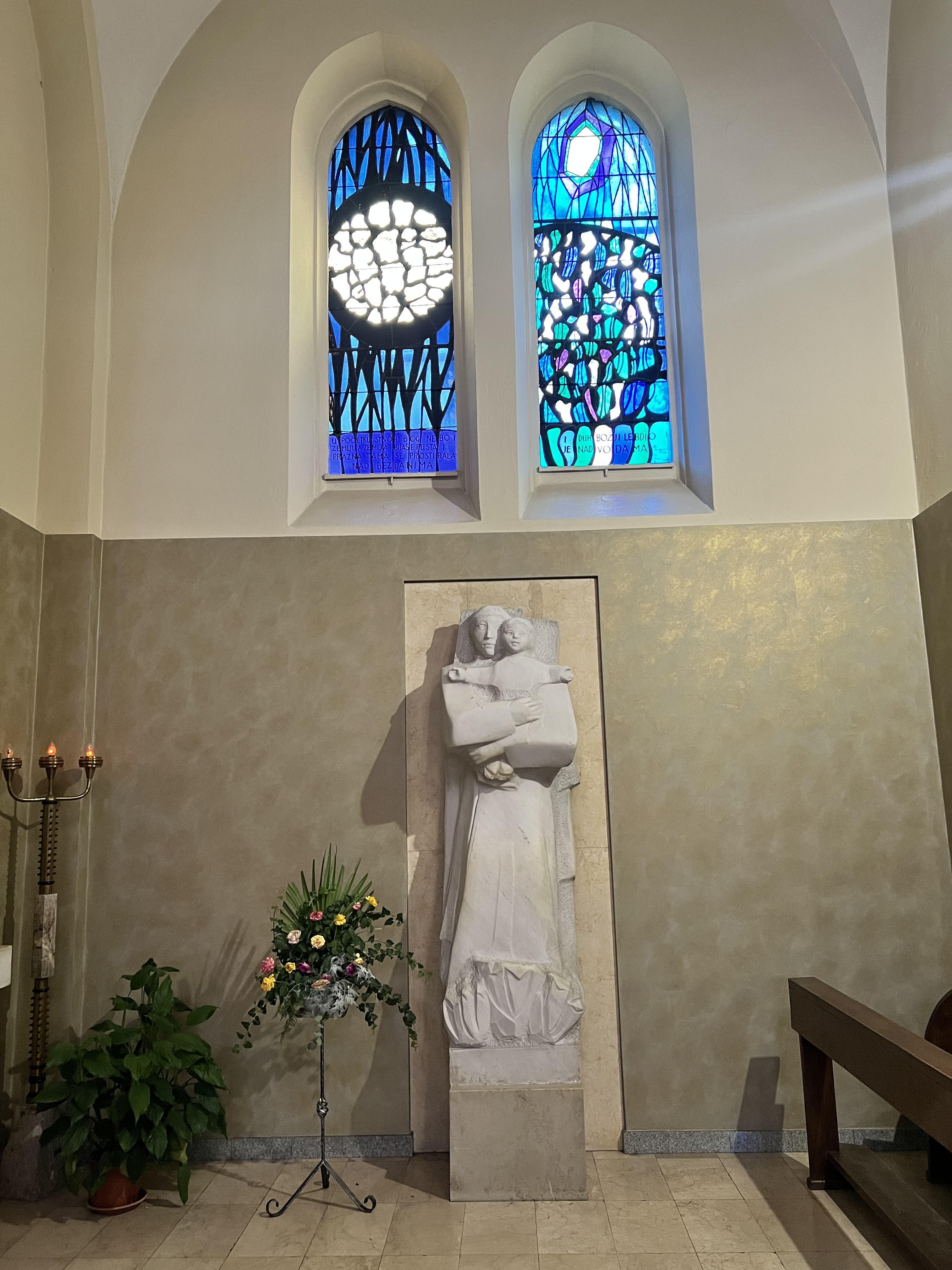
Statue de la Vierge Marie